# Лукошкино (Елецкий район)
Луко́шкино — деревня в Елецком районе Липецкой области России. Входит в состав Сокольского сельсовета.

## География
Расположено на административной границе с Задонским районом. Деревня стоит в истоке речки — притока реки Чичоры. В Лукошкино на ней сделаны пруды.
Рядом с ним находится посёлок Лукошкинский, созданный в 1958 году и названный в 1976 году по деревне Лукошкино.

## История
В июле 1984 года переведена из Большеизвальского сельсовета того же района в состав Сокольского сельсовета.

## Население
| 2010 |
| ---- |
| 17   |

## Инфраструктура
Личное подсобное хозяйство с зоной сельскохозяйственного использования, индивидуальная застройка усадебного типа.

## Транспорт
Автобусное сообщение с райцентром городом Елец. Остановка общественного транспорта «Лукошкино».
В 2 км к северу находится остановочный пункт 215 км.